# Dicranella consimilis
Dicranella consimilis är en bladmossart som beskrevs av Mitten 1869. Dicranella consimilis ingår i släktet jordmossor, och familjen Dicranaceae. Inga underarter finns listade i Catalogue of Life.